# Àguila de Gurney
L'àguila de Gurney (Aquila gurneyi) és un ocell rapinyaire de la família dels accipítrids (Accipitridae). Habita boscos i zones costaneres de les illes Moluques, Aru, Raja Ampat, Nova Guinea i l'Arxipèlag D'Entrecasteaux. El seu estat de conservació es considera gairebé amenaçat.